# Marine Bayer

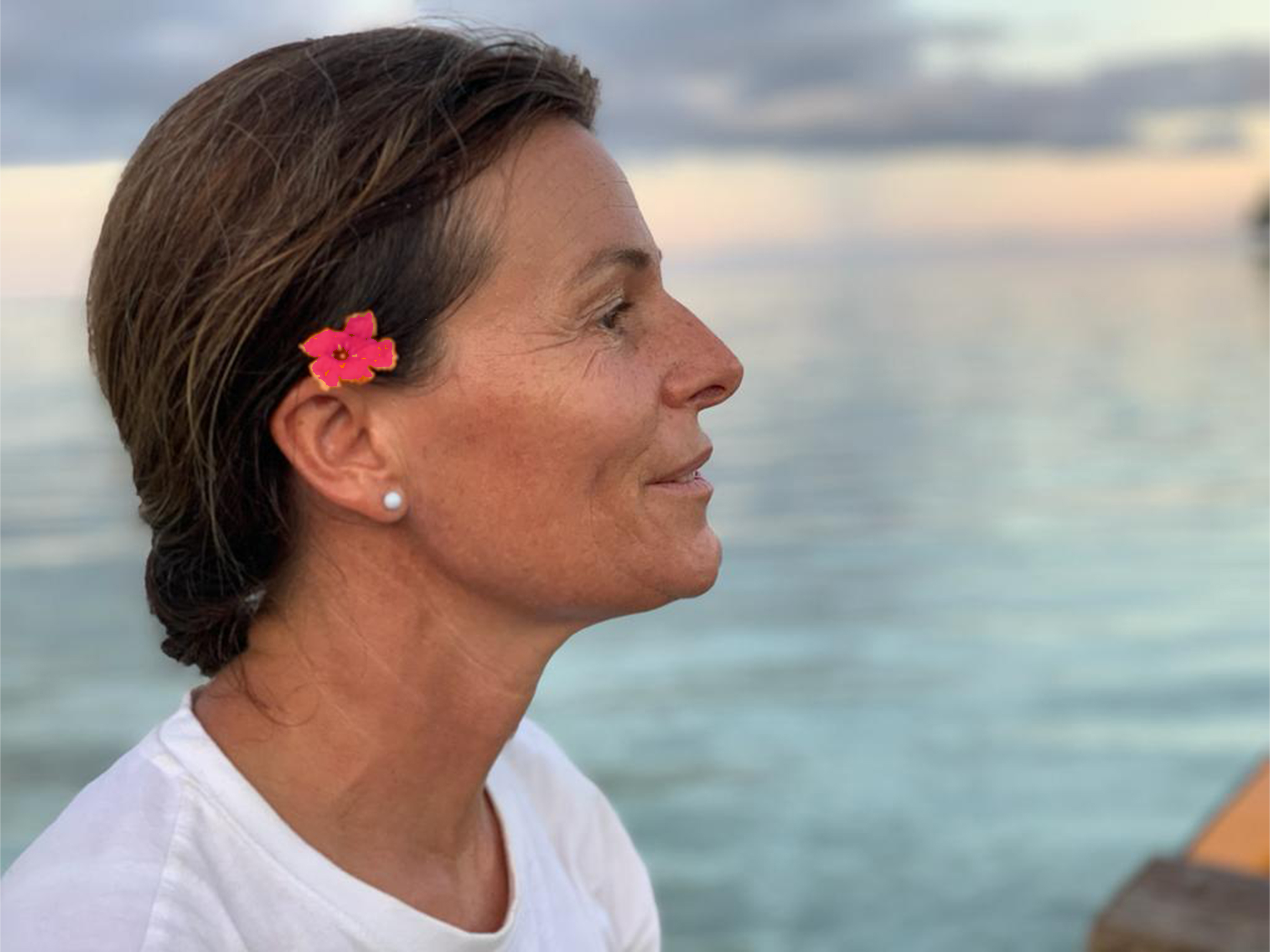
Marine Bayer en mission avec son association Aidocean en Papouasie Nouvelle Guinée. L'objectif est des soigner les populations locales et de vacciner les enfants.

Pour les articles homonymes, voir Bayer.
Marine Bayer (née en 1974) est un marin français. Elle est la quatrième femme pilote d'hélicoptère de la Marine nationale.

## Biographie
Marine Bayer est née le 11 novembre 1974. Elle est brevetée pilote d’avion en aéroclub à 15 ans. Elle entre dans la Marine nationale à 19 ans, devenant la quatrième pilote d'hélicoptère du genre féminin dans la Marine nationale. Qualifiée sur Panther et Alouette, elle devient cheffe de détachement, qualifiée à l’appontage de nuit puis monitrice sur hélicoptères embarqués. Elle participe notamment depuis le porte-hélicoptère Jeanne d'Arc à la libération des otages du Ponant en 2008 en tant que chef du détachement hélicoptère. Elle quitte la Marine en 2010. La même année, elle est nommée chevalier de la Légion d'honneur.
En 2024, elle devient membre de la Société des Explorateurs Français (SEF).
Elle se reconvertit ensuite comme infirmière en soins palliatifs, puis part en 2020 s'installer en Nouvelle-Calédonie où elle poursuit son métier d'infirmière. En parallèle, elle monte une association et un fonds de dotation pour aider les populations dans le besoin. Son association Aidocean œuvre principalement en Papouasie-Nouvelle-Guinée, mais aussi en Ukraine et soutient des associations locales comme le "Pandanus de Yvy" . Plusieurs missions de soins et de vaccinations ont déjà été mises en place par Aidocean sur les îles de la Nouvelle-Irlande, de New Hanover et dans la Province du Golfe.